# راه‌پیمایی ۲۰۱۷ زنان
راهپیمایی زنان در واشینگتن (انگلیسی: Women's March on Washington) تظاهراتی سیاسی بود که در تاریخ ۲۱ ژانویه ۲۰۱۷ در واشینگتن دی.سی و شهرهای دیگر آمریکا به منظور حمایت از حقوق زنان، اصلاح قوانین مهاجرت، حقوق دگرباشان جنسی و توجه به نابرابری‌های نژادی، مسائل کارگری و مشکلات زیست‌محیطی صورت گرفت.
راهپیمایی‌هایی مشابهی نیز در شهرهای دیگر آمریکا و سایر کشورهای جهان برگزار شد.
این راهپیمایی یک روز پس از مراسم تحلیف دونالد ترامپ به عنوان رئیس‌جمهور ایالات متحده آمریکا سازماندهی و برگزار شد و طی آن شرکت‌کنندگان علیه سیاست‌های رئیس‌جمهور جدید آمریکا در ارتباط با حقوق زنان، دست به راهپیمایی زدند.

چهره‌های شناخته شده‌ای چون اسکارلت یوهانسون، آمریکای فررا، اشلی جاد، گلوریا استاینم و مایکل مور کارگردان سینما در میان سخنرانان بودند و مدونا نیز در این مراسم شرکت داشت.